# 短喙蓑衣蛤
是笋螂目圈心蛤科Acreuciroa的一种。主要分布于中国大陆和台湾，常栖息在水深365－395米软泥中。